# مجمع القادسية
مجمع القادسية هو مجمع سكني أنشئ في 1973 في مدينة بغداد بمنطقة القصور الرئاسية في عهد الرئيس العراقي السابق صدام حسين، ويقع اليوم في منطقة تسمى بالمنطقة الخضراء. يتكون المجمع من 45 عمارة على جانبين، تسمى مجموعة الجهة اليسرى بالمجمع القديم وذلك لأنه بني قبل المجمع الواقع في الجهة اليمنى وهو المجمع الجديد. بني المجمع القديم على يد مهندسين فرنسيين، أما المجمع الجديد فبني على يد مهندسين ألمانيين ويعتبر من أحدث الطرازات في العراق ويحتوي على مصاعد حديثة ومدارس ومستشفى وسوق خاص ويسكن فيه الموظفون المهمون في الدولة منذ زمن الرئيس العراقي السابق صدام حسين وحتى الآن.